# Burleigh Grimes
Burleigh Arland Grimes (Emerald, Wisconsin, 18 de agosto de 1893-Clear Lake, Wisconsin, 6 de diciembre de 1985), más conocido como Burleigh Grimes, fue un jugador profesional estadounidense de béisbol que se desempeñó en la posición de lanzador en las Grandes Ligas de Béisbol (MLB). Es miembro del Salón de la Fama del Béisbol.

## Carrera
Grimes jugó como profesional dos temporadas en Pittsburgh Pirates (1916-1917), después pasó por varios equipos, Brooklyn Dodgers (1918-1926), New York Giants (1927), Pittsburgh Pirates (1928-1929), Atlanta Braves (1930), St. Louis Cardinals (1930-1931), Chicago Cubs (1932-1933), St. Louis Cardinals (1933-1934), New York Yankees (1934), y finalmente, regresó a Pittsburgh Pirates, donde jugó una temporada (1934), y fue el equipo en el que se retiró.

## Reconocimiento
En 1964, ingresó como miembro al Salón de la Fama del Béisbol.